# Baltische Fußballmeisterschaft 1931/32
Die baltische Fußballmeisterschaft 1931/32 des Baltischen Sport-Verbandes gewann der SV Hindenburg Allenstein im Endrundenturnier mit einem Punkten Vorsprung vor Viktoria Stolp und dem VfB Königsberg. Dies war der erste Gewinn der baltischen Fußballmeisterschaft für die Allensteiner, die sich dadurch für die deutsche Fußballmeisterschaft 1931/32 qualifizierten. Dort schieden sie jedoch nach einer deutlichen 0:6-Niederlage gegen Eintracht Frankfurtbereits im Achtelfinale aus. Viktoria Stolp durfte als baltischer Vizemeister ebenfalls an der deutschen Fußballmeisterschaft teilnehmen, aber auch sie schieden bereits im Achtelfinale aus. In Berlin verlor Stolp gegen Tennis Borussia Berlin mit 0:3.

## Modus und Übersicht
Die Vereine im Baltische Sport-Verband waren in der Saison 1931/32 erneut in die zwei Bezirke Ostpreußen und Grenzmark eingeteilt. In diesen Bezirken gab es wiederum mehrere regionale Ligen, die Sieger qualifizierten sich für die Bezirksendrunde. Die Bezirksmeister und -Vizemeister beider Bezirke qualifizierten sich dann für die baltische Endrunde, in der der baltische Fußballmeister ermittelt wurde.
| Bezirk     | Bezirksmeister    | Bezirksvizemeister       |
| ---------- | ----------------- | ------------------------ |
| Ostpreußen | VfB Königsberg    | SV Hindenburg Allenstein |
| Grenzmark  | SV Viktoria Stolp | Danziger SC              |

## Bezirk I Ostpreußen
In Ostpreußen gab es erneut drei Abteilungsligen Königsberg, Nord und Süd, dessen Sieger für die Endrunde der ostpreußischen Meisterschaft qualifiziert waren. Zusätzlich qualifizierten sich die Zweitplatzierten der einzelnen Bezirksklassen für eine Ausscheidungsrunde, bei der der vierte Teilnehmer der ostpreußischen Meisterschaft ermittelt wurde.

### Abteilungsliga I Königsberg
| Pl. | Verein                             | Sp. | S | U | N | Tore    | Quote | Punkte |
| --- | ---------------------------------- | --- | - | - | - | ------- | ----- | ------ |
| 1.  | VfB Königsberg (M)                 | 5   | 5 | 0 | 0 | 043:600 | 7,17  | 10:0   |
| 2.  | SV Prussia-Samland Königsberg (BM) | 5   | 3 | 1 | 1 | 019:800 | 2,38  | 07:30  |
| 3.  | SpVgg ASCO Königsberg              | 5   | 3 | 0 | 2 | 014:220 | 0,64  | 06:40  |
| 4.  | SV Rasensport-Preußen Königsberg   | 5   | 2 | 1 | 2 | 022:170 | 1,29  | 05:50  |
| 5.  | SV Concordia Königsberg            | 5   | 1 | 0 | 4 | 008:240 | 0,33  | 02:80  |
| 6.  | Königsberger STV                   | 5   | 0 | 0 | 5 | 006:350 | 0,17  | 0:10   |

| (BM) | baltischer Titelverteidiger |
| (M)  | Titelverteidiger Ostpreußen |

Relegationsrunde:
In der Relegationsrunde trafen die beiden letztplatzierten Vereine der Abteilungsliga auf die Sieger der Kreisligen. Beide Erstligisten setzten sich durch und verblieben dadurch in der Abteilungsliga.
| Pl. | Verein                                                                 | Sp. | S | U | N | Tore    | Quote | Punkte |
| --- | ---------------------------------------------------------------------- | --- | - | - | - | ------- | ----- | ------ |
| 1.  | SV Concordia Königsberg (Fünftplatzierter Abteilungsliga I Königsberg) | 3   | 2 | 0 | 1 | 008:700 | 1,14  | 04:20  |
| 2.  | Königsberger STV (Sechstplatzierter Abteilungsliga I Königsberg)       | 3   | 1 | 1 | 1 | 012:100 | 1,20  | 03:30  |
| 3.  | PfL Königsberg (Drittplatzierter Kreis I Königsberg)                   | 3   | 1 | 1 | 1 | 007:800 | 0,88  | 03:30  |
| 4.  | RSV Braunsberg (Viertplatzierter Kreis I Königsberg)                   | 3   | 1 | 0 | 2 | 008:100 | 0,80  | 02:40  |

### Abteilungsliga II Nord
Die Abteilungsliga II Nord wurde in dieser Spielzeit zuerst in eine Einfachrunde ausgespielt. Die drei besten Mannschaften spielten dann in einer Endrunde der Ersten nochmals gegeneinander, die 3 Letztplatzierten in einer Endrunde der Letzten ebenfalls. Die SpVgg Memel nahm, da das Memelland 1923 an Litauen gefallen ist, sowohl an Verbandsspielen in Ostpreußen, als auch in Litauen teil. Trotz Lituanisierungsversuche und Schwierigkeiten auf Grund hoher Pass- und Visumsgebühren versuchte die Spielvereinigung dennoch weiterhin an den Verbandsspielen des BSV teilzunehmen. Schließlich verlangte der litauische Fußballverband Anfang 1931 unter Berufung auf die FIFA-Satzungen, dass sämtliche Meisterschaften nur noch innerhalb der litauischen Grenzen ausgetragen werden, und belegte im Sommer desselben Jahres sämtliche SpVgg-Mannschaften mit einem einjährigen Spielverbot, weil der Club sich weigerte, freiwillig aus dem Baltischen Sportverband auszutreten. Im Zuge dieser Disqualifikation konnte der Verein, trotz Platz 1 sportlich dafür qualifiziert, nicht mehr an der Endrunde in Ostpreußen teilnehmen, es rückte dafür der Zweitplatzierte nach. Zur kommenden Spielzeit wurde der Verein vom Baltischen Sportverband dann komplett aus den Rundenspielen gestrichen.

#### Vorrunde
| Pl. | Verein                | Sp. | S | U | N | Tore    | Quote | Punkte |
| --- | --------------------- | --- | - | - | - | ------- | ----- | ------ |
| 1.  | SpVgg Memel           | 5   | 5 | 0 | 0 | 026:600 | 4,33  | 10:0   |
| 2.  | SV Insterburg         | 5   | 4 | 0 | 1 | 010:500 | 2,00  | 08:20  |
| 3.  | Tilsiter SC           | 5   | 2 | 0 | 3 | 021:120 | 1,75  | 04:60  |
| 4.  | SV Yorck Insterburg   | 5   | 2 | 0 | 3 | 013:150 | 0,87  | 04:60  |
| 5.  | SC Preußen Insterburg | 5   | 1 | 1 | 3 | 011:210 | 0,52  | 03:70  |
| 6.  | VfB Tilsit            | 5   | 0 | 1 | 4 | 009:310 | 0,29  | 01:90  |

Entscheidungsspiel Platz 3:
| Datum        |             | Ergebnis |                     | Ort    |
| ------------ | ----------- | -------- | ------------------- | ------ |
| 5. Juli 1931 | Tilsiter SC | 3:2      | SV Yorck Insterburg | Tilsit |

#### Endrunde
Die Ergebnisse aus der Runde der Ersten und der Runde der Letzten wurden zu der Tabelle aus der Vorrunde addiert.
| Pl. | Verein                | Sp. | S | U | N | Tore    | Quote | Punkte |
| --- | --------------------- | --- | - | - | - | ------- | ----- | ------ |
| 1.  | SpVgg Memel a         | 7   | 6 | 1 | 0 | 040:100 | 4,00  | 13:10  |
| 2.  | SV Insterburg         | 7   | 5 | 1 | 1 | 015:900 | 1,67  | 11:30  |
| 3.  | SC Preußen Insterburg | 7   | 3 | 1 | 3 | 017:230 | 0,74  | 07:70  |
| 4.  | SV Yorck Insterburg   | 7   | 3 | 0 | 4 | 013:160 | 0,81  | 06:80  |
| 5.  | Tilsiter SC           | 7   | 2 | 0 | 5 | 023:250 | 0,92  | 04:10  |
| 6.  | VfB Tilsit            | 7   | 0 | 1 | 6 | 011:360 | 0,31  | 01:13  |

#### Relegationsrunde
In der Relegationsrunde traf der letztplatzierte der Abteilungsliga Nord auf die Sieger der Kreisklassen. Der durch die Disqualifikation der SpVgg Memel freigewordene Platz wurde in einem Entscheidungsspiel zwischen den Zweit- und Drittplatzierten der Relegationsrunde ausgespielt.
| Pl. | Verein                                                     | Sp. | S | U | N | Tore    | Quote | Punkte |
| --- | ---------------------------------------------------------- | --- | - | - | - | ------- | ----- | ------ |
| 1.  | Polizei SV Tilsit (Sieger Kreis II Nordostpreußen)         | 2   | 2 | 0 | 0 | 010:300 | 3,33  | 04:0   |
| 2.  | VfL 1922 Gumbinnen (Sieger Kreis III Insterburg-Gumbinnen) | 2   | 1 | 0 | 1 | 009:700 | 1,29  | 02:20  |
| 3.  | VfB Tilsit (Letztplatzierter Abteilungsliga II Nord)       | 2   | 0 | 0 | 2 | 003:120 | 0,25  | 0:40   |

Entscheidungsspiel zweiter Aufsteiger:
| Datum            |                    | Ergebnis |            | Ort        |
| ---------------- | ------------------ | -------- | ---------- | ---------- |
| 25. Oktober 1931 | VfL 1922 Gumbinnen | 3:2      | VfB Tilsit | Insterburg |

### Abteilungsliga III Süd
Auch in der Abteilungsliga III Süd gab es in dieser Spielzeit zuerst eine Vorrunde, in der jede Mannschaft einmal gegen die anderen Mannschaften gespielt hatte. Die drei besten Mannschaften trafen dann nochmals aufeinander, die Ergebnisse wurden zu den Vorrundenergebnissen addiert.
| Pl. | Verein                   | Sp. | S | U | N | Tore    | Quote | Punkte |
| --- | ------------------------ | --- | - | - | - | ------- | ----- | ------ |
| 1.  | SV Hindenburg Allenstein | 7   | 6 | 1 | 0 | 017:700 | 2,43  | 13:10  |
| 2.  | Rastenburger SV          | 7   | 4 | 0 | 3 | 019:120 | 1,58  | 08:60  |
| 3.  | SV Viktoria Allenstein   | 7   | 3 | 1 | 3 | 020:160 | 1,25  | 07:70  |
| 4.  | SpVgg Masovia Lyck       | 5   | 2 | 0 | 3 | 012:130 | 0,92  | 04:60  |
| 5.  | VfB Angerburg (N)        | 5   | 2 | 0 | 3 | 008:100 | 0,80  | 04:60  |
| 6.  | VfL 1923 Rastenburg      | 5   | 0 | 0 | 5 | 006:240 | 0,25  | 0:10   |

| (N) | Aufsteiger |

Relegationsrunde:
| Pl. | Verein                                                   | Sp. | S | U | N | Tore    | Quote | Punkte |
| --- | -------------------------------------------------------- | --- | - | - | - | ------- | ----- | ------ |
| 1.  | SV Allenstein (Sieger Kreis IV Südostpreußen)            | 3   | 3 | 0 | 0 | 016:200 | 8,00  | 06:0   |
| 2.  | VfL Rastenburg (Letztplatzierter Abteilungsliga III Süd) | 3   | 1 | 0 | 2 | 011:110 | 1,00  | 02:40  |
| 3.  | SpVgg Hindenburg Lötzen (Sieger Kreis V Masuren)         | 3   | 1 | 0 | 2 | 008:110 | 0,73  | 02:40  |
| 4.  | VfB Gerdauen (Sieger Kreis VI Ostpreußen Mitte)          | 3   | 1 | 0 | 2 | 005:160 | 0,31  | 02:40  |

### Endrunde um die ostpreußische Meisterschaft

#### Runde der Zweiten
Die ursprünglich im August 1931 ausgetragene Runde, welche der SV Insterburg gewann, wurde für ungültig erklärt. Mit der Disqualifikation der SpVgg Memel aus der Abteilungsliga II Nord rückte der SV Insterburg automatisch in die Endrunde Ostpreußens. Als Teilnehmer aus der Abteilungsliga II Nord qualifizierte sich daraufhin der Tilsiter SC und die Runde der Zweiten wurde nochmals zwischen August und November 1931 ausgetragen.
| Pl. | Verein                                                                            | Sp. | S | U | N | Tore    | Quote | Punkte |
| --- | --------------------------------------------------------------------------------- | --- | - | - | - | ------- | ----- | ------ |
| 1.  | Tilsiter SC (Fünftplatzierter Abteilungsliga II Nord)                             | 2   | 1 | 0 | 1 | 003:200 | 1,50  | 02:20  |
| 2.  | Rastenburger SV (Zweitplatzierter Abteilungsliga III)                             | 2   | 1 | 0 | 1 | 003:300 | 1,00  | 02:20  |
| 3.  | SV Prussia-Samland Königsberg (BM) (Zweitplatzierter Abteilungsliga I Königsberg) | 2   | 1 | 0 | 1 | 001:200 | 0,50  | 02:20  |

| (BM) | baltischer Titelverteidiger |

Da jede der drei Mannschaften punktgleich waren, gab es Entscheidungsspiele um den Gewinner zu ermitteln. Am Ende durfte Prussia-Samland Königsberg an der ostpreußischen Fußballendrunde teilnehmen.
| Datum             |                               | Ergebnis |                 |
| ----------------- | ----------------------------- | -------- | --------------- |
| 25. Oktober 1931  | Tilsiter SC                   | 3:1      | Rastenburger SV |
| 29. November 1931 | SV Prussia-Samland Königsberg | c 1:0 c  | Tilsiter SC     |

#### Ostpreußische Endrunde
| Pl. | Verein                                                        | Sp. | S | U | N | Tore    | Quote | Punkte |
| --- | ------------------------------------------------------------- | --- | - | - | - | ------- | ----- | ------ |
| 1.  | VfB Königsberg (M) (Sieger Abteilungsliga I Königsberg)       | 6   | 6 | 0 | 0 | 032:700 | 4,57  | 12:0   |
| 2.  | SV Hindenburg Allenstein (Sieger Abteilungsliga III Süd)      | 6   | 3 | 1 | 2 | 014:120 | 1,17  | 07:50  |
| 3.  | SV Prussia-Samland Königsberg (BM) (Sieger Runde der Zweiten) | 6   | 2 | 1 | 3 | 010:140 | 0,71  | 05:70  |
| 4.  | SV Insterburg (Zweitplatzierter Abteilungsliga II Nord)       | 6   | 0 | 0 | 6 | 002:250 | 0,08  | 0:12   |

| (BM) | baltischer Titelverteidiger |
| (M)  | Titelverteidiger Ostpreußen |

## Bezirk II Grenzmark
Der Bezirk Grenzmark war erneut in die fünf Kreisligen Westpreußen, Danzig, Stolp, Köslin und Schneidemühl eingeteilt. Die fünf Sieger dieser Ligen und der Vizemeister Danzigs qualifizierten sich für die Endrunde Grenzmark.

### Kreis I Westpreußen
Die Runde wurde bereits 1930/31 gespielt.
| Pl. | Verein                     | Sp. | S | U | N  | Tore    | Quote | Punkte |
| --- | -------------------------- | --- | - | - | -- | ------- | ----- | ------ |
| 1.  | SV Viktoria Elbing         | 10  | 8 | 1 | 1  | 038:110 | 3,45  | 17:30  |
| 2.  | PSV Elbing (M)             | 10  | 6 | 3 | 1  | 039:190 | 2,05  | 15:50  |
| 3.  | MSV Hochmeister Marienburg | 10  | 6 | 0 | 4  | 029:300 | 0,97  | 12:80  |
| 4.  | VfR Hansa Elbing           | 10  | 5 | 1 | 4  | 029:210 | 1,38  | 11:90  |
| 5.  | Elbinger SV                | 10  | 2 | 1 | 7  | 027:390 | 0,69  | 05:15  |
| 6.  | Marienburger SV 05         | 10  | 0 | 0 | 10 | 015:570 | 0,26  | 0:20   |
| 7.  | VfB Deutsch Eylau d        | 0   | 0 | 0 | 0  | 000:000 | 1,00  | 0:0    |

| (M) | Titelverteidiger Grenzmark |

### Kreis II Danzig
Die Runde wurde bereits 1930/31 gespielt.
| Pl. | Verein                  | Sp. | S | U | N | Tore    | Quote | Punkte |
| --- | ----------------------- | --- | - | - | - | ------- | ----- | ------ |
| 1.  | Danziger SC (N)         | 10  | 5 | 4 | 1 | 026:130 | 2,00  | 14:60  |
| 2.  | Preußen Danzig          | 10  | 5 | 1 | 4 | 027:240 | 1,13  | 11:90  |
| 3.  | SV Schutzpolizei Danzig | 10  | 4 | 2 | 4 | 021:230 | 0,91  | 10:10  |
| 4.  | BuEV Danzig a           | 10  | 5 | 0 | 5 | 016:230 | 0,70  | 10:10  |
| 5.  | SV Neufahrwasser        | 10  | 4 | 0 | 6 | 025:250 | 1,00  | 08:12  |
| 6.  | KS Gedania Danzig       | 10  | 3 | 1 | 6 | 018:250 | 0,72  | 07:13  |

| (N) | Aufsteiger |

### Kreis III Stolp
Die Runde wurde bereits 1930/31 gespielt.
| Pl. | Verein             | Sp. | S | U | N  | Tore    | Quote | Punkte |
| --- | ------------------ | --- | - | - | -- | ------- | ----- | ------ |
| 1.  | SV Viktoria Stolp  | 10  | 8 | 2 | 0  | 055:150 | 3,67  | 18:20  |
| 2.  | SV Sturm Lauenburg | 11  | 7 | 1 | 3  | 034:200 | 1,70  | 15:70  |
| 3.  | SV Germania Stolp  | 11  | 7 | 1 | 3  | 030:330 | 0,91  | 15:70  |
| 4.  | SV Fortuna Stolp   | 12  | 5 | 2 | 5  | 039:270 | 1,44  | 12:12  |
| 5.  | SV Blücher Stolp   | 12  | 3 | 3 | 6  | 023:410 | 0,56  | 09:15  |
| 6.  | FC Pfeil Lauenburg | 9   | 3 | 1 | 5  | 020:270 | 0,74  | 07:11  |
| 7.  | Bütower SV 1916    | 11  | 0 | 0 | 11 | 007:450 | 0,16  | 0:22   |

| (N) | Aufsteiger |

### Kreis IV Köslin
In der Saison 1931/32 wurde keine Meisterschaft ausgetragen. Der Meister der Saison 1930/31, SV Preußen Köslin, nimmt an der Endrunde Grenzmark teil.

### Kreis V Schneidemühl
| Pl. | Verein                         | Sp. | S | U | N | Tore    | Quote | Punkte |
| --- | ------------------------------ | --- | - | - | - | ------- | ----- | ------ |
| 1.  | SV Hertha Schneidemühl         | 10  | 9 | 1 | 0 | 033:150 | 2,20  | 19:10  |
| 2.  | FC Viktoria Schneidemühl       | 11  | 7 | 1 | 3 | 050:190 | 2,63  | 15:70  |
| 3.  | SV Graf Schwerin Deutsch Krone | 11  | 6 | 2 | 3 | 037:220 | 1,68  | 14:80  |
| 4.  | SC Germania Neustettin         | 8   | 6 | 1 | 1 | 030:140 | 2,14  | 13:30  |
| 5.  | PSV Schneidemühl               | 12  | 5 | 2 | 5 | 034:290 | 1,17  | 12:12  |
| 6.  | FC Germania 1915 Schneidemühl  | 12  | 4 | 1 | 7 | 020:510 | 0,39  | 09:15  |
| 7.  | SC Erika Schneidemühl          | 14  | 2 | 5 | 7 | 019:320 | 0,59  | 09:19  |
| 8.  | FC Preußen Flatow              | 12  | 2 | 2 | 8 | 027:370 | 0,73  | 06:18  |
| 9.  | SV Deutsch Krone               | 10  | 1 | 1 | 8 | 006:370 | 0,16  | 03:17  |

### Endrunde um die Grenzmark-Meisterschaft
Die Endrunde in Grenzmark wurde in zwei Gruppen ausgespielt, beide Gruppensieger waren für die baltische Fußballendrunde qualifiziert. In einem Finale spielten beide Gruppensieger den Fußballmeister im Bezirk Grenzmark aus.
Abteilung Ost
| Pl. | Verein                                               | Sp. | S | U | N | Tore    | Quote | Punkte |
| --- | ---------------------------------------------------- | --- | - | - | - | ------- | ----- | ------ |
| 1.  | Danziger SC (Sieger Kreis II Danzig)                 | 4   | 3 | 0 | 1 | 018:600 | 3,00  | 06:20  |
| 2.  | SV Viktoria Elbing (Sieger Kreis I Westpreußen)      | 4   | 2 | 0 | 2 | 011:100 | 1,10  | 04:40  |
| 3.  | SV Hertha Schneidemühl (Sieger Kreis V Schneidemühl) | 4   | 1 | 0 | 3 | 005:180 | 0,28  | 02:60  |

Abteilung West
| Pl. | Verein                                            | Sp. | S | U | N | Tore    | Quote | Punkte |
| --- | ------------------------------------------------- | --- | - | - | - | ------- | ----- | ------ |
| 1.  | SV Viktoria Stolp (Sieger Kreis III Stolp)        | 4   | 3 | 0 | 1 | 012:100 | 1,20  | 06:20  |
| 2.  | Preußen Danzig (Zweitplatzierter Kreis II Danzig) | 4   | 2 | 1 | 1 | 023:900 | 2,56  | 05:30  |
| 3.  | SV Preußen Köslin (Sieger Kreis IV Köslin)        | 4   | 0 | 1 | 3 | 008:240 | 0,33  | 01:70  |

Finale
| Datum                                |                               | Gesamt |                                     | Hinspiel | Rückspiel |
| ------------------------------------ | ----------------------------- | ------ | ----------------------------------- | -------- | --------- |
| 8. November 1931 / 29. November 1931 | Danziger SC (Sieger Gruppe A) | 0:4    | SV Viktoria Stolp (Sieger Gruppe B) | 0:3      | 0:1       |

## Endrunde um die baltische Fußballmeisterschaft
Die Endrunde um die baltische Fußballmeisterschaft, für die die Sieger und Vizemeister der beiden Bezirke qualifiziert waren, wurde in der Saison 1931/32 im Rundenturnier ausgetragen. In der relativ ausgeglichenen Endrunde konnte sich Allenstein mit sieben Punkten durchsetzen. Bemerkenswert ist, dass wie im Vorjahr der ostpreußische Vizemeister die Endrunde gewann, obwohl in der ostpreußischen Endrunde noch unterlegen. Für Allenstein war dies der erste Meistertitel. Vizemeister wurde der SV Viktoria Stolp in einem Entscheidungsspiel gegen den VfB Königsberg. Beide Mannschaften waren zuvor im Rundenturnier punktgleich. Somit nahm das erste Mal seit der Saison 1919/20 kein Königsberger Verein an der deutschen Fußballmeisterschaft teil.

### Kreuztabelle
| 1932                     | SV Hindenburg Allenstein | VfB Königsberg | SV Viktoria Stolp | Danziger SC |
| ------------------------ | ------------------------ | -------------- | ----------------- | ----------- |
| SV Hindenburg Allenstein |                          | 1:6            | 4:0               | 4:3         |
| VfB Königsberg           | 2:3                      |                | 2:1               | 3:1         |
| SV Viktoria Stolp        | 3:2                      | 4:2            |                   | 2:1         |
| Danziger SC              | 1:1                      | 4:1            | 3:0               |             |

### Abschlusstabelle
| Pl. | Verein                                                          | Sp. | S | U | N | Tore    | Quote | Punkte |
| --- | --------------------------------------------------------------- | --- | - | - | - | ------- | ----- | ------ |
| 1.  | SV Hindenburg Allenstein (Zweitplatzierter Bezirk I Ostpreußen) | 6   | 3 | 1 | 2 | 015:150 | 1,00  | 07:50  |
| 2.  | SV Viktoria Stolp (Sieger Bezirk II Grenzmark)                  | 6   | 3 | 0 | 3 | 010:140 | 0,71  | 06:60  |
| 3.  | VfB Königsberg (Sieger Bezirk I Ostpreußen)                     | 6   | 3 | 0 | 3 | 016:140 | 1,14  | 06:60  |
| 4.  | Danziger SC (Zweitplatzierter Bezirk II Grenzmark)              | 6   | 2 | 1 | 3 | 013:110 | 1,18  | 05:70  |

Entscheidungsspiel um Platz 2
| Datum       |                   | Ergebnis |                | Ort    |
| ----------- | ----------------- | -------- | -------------- | ------ |
| 1. Mai 1932 | SV Viktoria Stolp | 1:0      | VfB Königsberg | Danzig |